# Dog Peninsula
Het Dog Peninsula (letterlijk "Hondenschiereiland") is een klein schiereiland in de Saint Lawrencebaai aan de noordwestkust van het Canadese eiland Newfoundland. De zuidkust van het schiereiland grenst aan St. Margaret Bay.
Het schiereiland is onbewoond en maakt deel uit van de gemeente Bird Cove, waarvan de dorpskern net ten oosten van het schiereiland ligt.

## Geografie
Dog Peninsula heeft een bijzonder onregelmatige vorm. Het is met de rest van Newfoundland verbonden door een 650 meter lange en amper 150 meter brede istmus. Deze istmus maakt de verbinding met de oostelijke helft van het schiereiland, dewelke op z'n breedste punt een doorsnee van 2,5 km heeft. 
Ten westen van dat gedeelte van het Dog Peninsula bevindt zich een tweede istmus, die ongeveer 900 meter lang is. De breedte van deze istmus varieert van 75 tot 150 meter, maar op één bepaald punt is hij bij hoogtij minder dan 30 meter breed. De westelijke helft van het schiereiland die via deze smalle passage bereikbaar is heeft een maximale breedte van 750 meter.